# 알렉산더 볼카노프스키
알렉산더 볼카노프스키(영어:Alexander Volkanovski, 1988년 9월 29일~)는 호주 뉴사우스웨일스주 셸하버 출신의 종합격투기 선수로, 현재 UFC 페더급 챔피언(2회 등극)이다. 그리스·마케도니아 혈통에서 레슬링과 럭비 배경을 시작으로 2012년 프로 격투에 데뷔했다.
AFC 페더급 챔피언을 거쳐 2016년 UFC에 입성한 이후, 초반 연승을 거쳐 2020년 UFC 251에서 맥스 할로웨이를 판정으로 꺾고 첫 챔피언에 등극했다. 이후 맥스 할로웨이와의 리매치를 포함해 수차례 연승하며 ‘페더급 최강자’로 군림하였다.
2023년~2024년에는 라이트급 도전을 시도했으나 이슬람 마카체프와 일리아 토푸리아에게 연이은 패배를 당했고, 2025년 UFC 314에서는 디에고 로페스를 판정으로 제압하며 **통산 두 번째 페더급 정상에 복귀**하였다. 포이팅 스타일은 킥복싱 기반 타격과 레슬링 압박을 바탕으로 한 전술형 전투 스타일로, 펀치 정밀도 및 방어율 등에서 평균 이상의 수치를 기록하고 있다.

## 전적
| 전적 | 날짜         | 대회명                                         | 상대                | 결과                         |
| ---- | ------------ | ---------------------------------------------- | ------------------- | ---------------------------- |
| 27–4 | 2025. 04. 13 | UFC 314 - Volkanovski vs. Lopes                | 디에고 로페스       | 3R 만장일치 판정승           |
| 26–4 | 2024. 02. 18 | UFC 298 - Volkanovski vs. Topuria              | 일리야 토푸리아     | 2R 3:32 KO패                 |
| 26–3 | 2023. 10. 21 | UFC 294 - Makhachev vs. Volkanovski            | 이슬람 마카체프     | 1R 3:06 KO패                 |
| 26–2 | 2023. 07. 09 | UFC 290 - Volkanovski vs. Rodríguez            | 야이르 로드리게스   | 3R 4:19 TKO승                |
| 25–2 | 2023. 02. 12 | UFC 284 - Makhachev vs. Volkanovski            | 이슬람 마카체프     | 5R 판정패 (전원일치)         |
| 25–1 | 2022. 07. 03 | UFC 276 - Adesanya vs. Cannonier               | 맥스 할로웨이       | 5R 판정승 (전원일치)         |
| 24–1 | 2022. 04. 10 | UFC 273 - Volkanovski vs. The Korean Zombie    | 정찬성              | 4R 0:45 TKO승                |
| 23–1 | 2021. 09. 26 | UFC 266 - Volkanovski vs. Ortega               | 브라이언 오르테가   | 5R 판정승 (전원일치)         |
| 22–1 | 2020. 07. 12 | UFC 251 - Usman vs. Masvidal                   | 맥스 할로웨이       | 5R 판정승 (2:1)              |
| 21–1 | 2019. 12. 15 | UFC 245 - Usman vs. Covington                  | 맥스 할로웨이       | 5R 판정승 (전원일치)         |
| 20–1 | 2019. 05. 12 | UFC 237 - Namajunas vs. Andrade                | 조제 알도           | 3R 판정승 (전원일치)         |
| 19–1 | 2018. 12. 30 | UFC 232 - Jones vs. Gustafsson 2               | 채드 멘데스         | 2R 4:14 TKO승                |
| 18–1 | 2018. 07. 15 | UFC Fight Night 133 - Dos Santos vs. Ivanov    | 대런 엘킨스         | 3R 판정승 (전원일치)         |
| 17–1 | 2018. 02. 11 | UFC 221 - Romero vs. Rockhold                  | 제레미 케네디       | 2R 4:57 TKO승                |
| 16–1 | 2017. 11. 19 | UFC Fight Night 121 - Werdum vs. Tybura        | 셰인 영             | 3R 판정승 (전원일치)         |
| 15–1 | 2017. 06. 11 | UFC Fight Night 110 - Hunt vs. Lewis           | 미즈토 히로타       | 3R 판정승 (전원일치)         |
| 14–1 | 2016. 11. 26 | UFC Fight Night 101 - Whittaker vs. Brunson    | 야스케 카수야       | 2R 2:06 TKO승                |
| 13–1 | 2016. 07. 08 | WW - Wollongong Wars 4                         | 제이 브래드니       | 1R TKO승                     |
| 12–1 | 2016. 03. 18 | AFC 15 - Wilkinson vs. Abdullah                | 압둘라 트루엔       | 1R 3:28 TKO승                |
| 11–1 | 2015. 12. 04 | PXC - Pacific Xtreme Combat 50                 | 야치 유스케         | 3R 3:43 트라이앵글 초크승    |
| 10–1 | 2015. 06. 14 | AFC 13 - Australian Fighting Championship 13   | 제임스 비숍         | 1R 1:39 TKO승                |
| 9–1  | 2014. 11. 01 | WW - Wollongong Wars 2                         | 데이비드 버트       | 2R 1:52 TKO승                |
| 8–1  | 2014. 10. 24 | PXC - Pacific Xtreme Combat 45                 | 카일 레이즈         | 3R 만장일치 판정승           |
| 7–1  | 2014. 07. 26 | Roshambo MMA 3 - In the Cage                   | 제이 브래드니       | 1R 4:58 리어 네이키드 초크승 |
| 6–1  | 2014. 05. 17 | AFC 9 - Australian Fighting Championship 9     | 로돌포 마르케스     | 1R 3:41 KO승                 |
| 5–1  | 2014. 02. 01 | Roshambo MMA 2 - In the Cage                   | 그렉 애조리         | 1R 길로틴 초크승             |
| 4–1  | 2013. 12. 14 | AFC 7 - Australian Fighting Championship 7     | 루크 카투빅         | 3R 4:39 TKO승                |
| 3–1  | 2013. 05. 10 | AFC 5 - Australian Fighting Championship 5     | 코리 넬슨           | 3R 0:13 TKO패                |
| 3–0  | 2013. 04. 06 | Roshambo MMA 1 - In the Cage                   | 안톤 자렐           | 4R 2:19 TKO승                |
| 2–0  | 2013. 02. 23 | Southern Fight Promotions – Cage Conquest 2    | 리건 윌슨           | 1R 2:49 TKO승                |
| 1–0  | 2012. 05. 19 | Revolution Promotions – Revolution at the Roxy | 게르하르트 브로이트 | 3R 만장일치 판정승           |

## 생애 및 커리어
- 출생 및 배경

1988년 9월 29일 호주 셸하버 출생. 그리스ㆍ마케도니아 혈통이며, 초기에는 레슬링과 럭비를 병행, 이후 그라프리딩과 타격 훈련 병행하며 본격적으로 MMA 전향.
- 프로 데뷔와 AFC 챔피언 등극

2012년 프로 데뷔 후 빠르게 두각을 나타냈으며, AFC 페더급 챔피언 자리에 올라 UFC의 주목을 받음
- UFC 입성 및 페더급 지배

UFC에서는 맥스 할로웨이, 브라이언 오르테가, 야이르 로드리게스 등 강자들을 차례로 꺾으며 페더급 최강자 자리를 굳힘
2020년 12월 UFC 251에서 할로웨이를 판정으로 꺾고 페더급 챔피언 등극.
2022년과 2023년 이슬람 마카체프에게 연패 후 2024년 2월 일리아 토푸리아에게 KO로 패해 타이틀 상실.
2025년 UFC 314에서 Diego Lopes를 판정으로 꺾고 통산 두 번째 페더급 챔피언이 됨.
- 영예 및 평가

호주 출신 UFC 챔피언 중 두 번째, 페더급 역사상 최고의 타이틀 방어자 중 한 명으로 평가되며, 또한 2025년 현재 P4P 상위권에 올라 있음.

## 파이팅 스타일
- 타격

발란스 있고 높은 타격 효율을 지니며, “풋시 게임(footwork + feints)”과 왼발 킥 활용을 특징으로 함.
City Kickboxing / Tiger Muay Thai 소속으로 정통 킥복싱 기반의 스탠딩 게임에 강함.
- 레슬링/그라플링

레슬링 배경을 바탕으로 밀착 클린치에서 압박이 뛰어나며, 테이크다운 환경에서도 자신감 있는 경기 운영력 보유.
- 종합 평가

정확도 높은 스탠딩 + 레슬링 기반 압박의 균형적 스타일.
펀치 적중률 약 57%, significant strikes 분당 6.8회, 방어율 60%, 테이크다운 방어 73% 수준으로 기록됨.
다양한 타격과 테이크다운 선택지로 상대의 전략을 무력화시키는 전술적 전투 스타일로 평가됨.